# Jules Pety de Thozée
Théodore Jules Joseph Pety de Thozée (Neufchâteau, 25 mei 1828 - Luik, 13 oktober 1912) was een Belgisch volksvertegenwoordiger.

## Levensloop
Hij was een zoon van Théodore Pety, voorzitter van het hof van beroep in Luik, en van Marie Gofflot. Hij trouwde met Florentine de Rosen.
In 1866 was hij stichter en lid van de toezichtsraad van de Banque du Luxembourg.
In 1870 werd hij verkozen tot katholiek volksvertegenwoordiger voor het arrondissement Marche-en-Famenne. Hij vervulde dit mandaat tot in 1884.
Van 1872 tot 1881 was hij gemeenteraadslid en schepen van Grune. Hij wordt ook vermeld als burgemeester. Hij woonde op het kasteel van Grune.
Na zijn parlementaire periode begon hij aan een carrière als Belgisch consul-generaal:
- in Brits-Indië (1885-1888),
- in Ceylon (1887-1888),
- in Hindoestan (1886-1888),
- in Sao Paolo (1888-1890),
- in Sofia (1891-1906).

Hij was ook actief in een aantal verenigingen:
- lid van de heraldische raad,
- corresponderend lid voor Luxemburg van de Koninklijke Commissie voor monumenten,
- ondervoorzitter van de Koninklijke vereniging voor numismatiek,
- voorzitter van de landbouwcomice in Nassogne,
- lid van de Société agricole du Luxembourg.

## Publicatie
- A propos de l'exposition universelle des Beaux-arts, Ed. Carmanne, 1855